# Маслени риби
Маслените риби (Stromateidae) са семейство актиноптери от разред Скумриеподобни (Scombriformes).
Таксонът е описан за пръв път от Константен Самюел Рафинеск през 1810 година.

## Родове
- Chondroplites
- Chrysostromus
- Palometa
- Pampus – Пампи
- Peprilus – Заливни маслени риби
- Poronotus
- Seserinus
- Simobrama
- Stromateus